# Konverze průmyslových staveb
Konverze průmyslových staveb je soubor stavebních prací, kterými dojde ke změně dosavadního provozu a vzhledu stavebního objektu. Předmětem konverze jsou většinou starší budovy, které ztratily svůj původní význam nebo způsob využití. Konverzí takovýchto objektů pak obvykle dojde ke změně původního provozu, který je nahrazen jiným způsobem využití. Tento proces doprovázejí stavební práce, které probíhají jak za účelem změny provozu, tak za účelem obnovy nebo výměny některých stavebních prvků a zvýšení životnosti stavby. 
Příkladem může být konverze plynojemů z roku 1896 ve Vídni, realizovaná v letech 1995–2001.